# Terra portuguesa (revista)
Terra portuguesa : revista ilustrada de arqueologia artística e etnografia nasce em 1916 com o intuito de promover o interesse pela defesa do património artístico e etnográfico de Portugal. Teve como mentores Vergílio Correia (diretor literário) e Sebastião Pessanha (editor e proprietário)  além de variada colaboração de especialistas de renome nas várias áreas tocadas pela revista, nomeadamente: Aarão de Lacerda, António Carneiro, Gustavo de Matos Sequeira, Luciano Freire, Ribeiro Cristino, Patrocínio Ribeiro, Mendes Correia, Afonso de Dornelas, Carlos de Passos, Júlio Dantas, M. Vieira da Natividade, Sousa Costa, Veiga Simões, e a participação feminina de Ana de Castro Osório. Colaboradores estrangeiros Eugeniusz Frankowski, Henri Breuil e Zacharie Felix Doumet.